# Auta (videohra)
Auta (v originále anglicky Cars) je závodní videohra s otevřeným světem založená na stejnojmenném filmu z roku 2006.

## O hře
Je k dispozici na Game Boy Advance, Microsoft Windows, OS X, Nintendo DS, Nintendo GameCube, PlayStation 2, PlayStation Portable, Xbox, Xbox 360 a Wii. Rozdílné verze pro Leapster a V.Smile byly vyvinuty společnostmi Torus Games a Pixar.

### Příběh hry
Herní příběh je umístěn do fiktivního města Kardanová Lhota, kde se také odehrává velká část filmu. Hráč závodí ve 30 tratích, aby pomohl Blesku McQueenovi vyhrát jeho první Zlatý píst. Hra se skládá z celkem tří oblastí – kromě Kardanové Lhoty hra obsahuje i Tlumičové údolí a Spoilerový průsmyk. Hra obsahuje 13 postav z filmu, za které lze hrát, a dalších asi 50 postav, které lze potkat při volné jízdě či v závodech. Všechny postavy, které jsou namluveny, nadabovali stejní dabéři jako postavy z filmu. Hra také obsahuje řadu miniher a body, které hráč může sbírat nejen během volné jízdy.